# 木下重教
木下 重教（きのした しげのり、1922年（大正11年）4月10日 - 2008年（平成20年）12月5日）は、日本の工学者。工学博士（北海道大学）。専門は資源開発工学。北海道大学名誉教授・北海道情報大学初代学長。北海道夕張市出身。恩師は佐山総平。

## 略歴
- 1945年（昭和20年） - 北海道帝国大学工学部鉱山工学科卒業。
- 1946年（昭和21年） - 同工学部助手
- 1955年（昭和30年） - 北海道大学工学部専任講師
- 1957年（昭和32年） - 同工学部助教授
- 1968年（昭和43年） - 同工学部教授
- 1969年（昭和44年） - 文部省在外研究員としてアメリカ・カナダ・西ドイツに留学
- 1981年（昭和56年） - 北海道大学評議員（ - 1986年（昭和61年））
- 1983年（昭和58年） - 同工学部長（ - 1986年（昭和61年））
- 1984年（昭和59年） - 北京鋼鉄学院より名誉教授の称号を授与
- 1986年（昭和61年） - 北海道大学停年退官。同名誉教授。学校法人電子開発学園顧問。北海道工業大学工学部土木工学科教授
- 1988年（昭和63年） - 学校法人電子開発学園理事
- 1989年（平成元年） - 北海道情報大学初代学長
- 1998年（平成10年） - 北海道情報大学退職
- 2008年（平成20年） - 耳下腺癌のため86歳で死去[3]

## 受賞歴
- 北海道鉱山学会賞
- 日本鉱業会論文賞
- 北海道鉱業技術会賞
- 勲二等瑞宝章（1998年（平成10年））

## 主要論文
- 中島巌と共同執筆『切削厚さが小さい場合の岩石の切削抵抗』（土質工学会論文報告集 13巻4号 1973年）
- 吉田豊・西辻昭と共同執筆『レ-ザによる液相中粉じんの定量にていて』（日日本鉱業会誌 98巻1133号 1982年）
- 吉田豊・西辻昭と共同執筆『レ-ザを用いた大気中浮遊粉じんの広域測定について』（資源と素材 105巻1号 1989年）